# Донг Най (река)
Донг Най (в горното течение – Ним, в средното – Зунг) (на виетнамски: Đồng Nai) е река в Южен Виетнам, вливаща се в Южнокитайско море, с дължина 568 km и площ на водосборния басейн 38 600 km².
Река Донг Най води началото си под името Ним от южните части на Анамските планини на 1712 m н.в. След устието на десния си приток Зазунг се нарича Зунг, а след устието на левия си приток Хуан – Донг Най. В горното си течение протича в дълбока и тясна долина през платото Зилинг. След устието на десния си приток Ркех излиза от планините и протича през източната част на Камбоджанската равнина, където долината ѝ става много широка, а течението ѝ – бавно и спокойно и с множество меандри. Югоизточно от град Хо Ши Мин се разделя на ръкави, образува делта и чрез нея се влива в Южнокитайско море. Основни притоци: леви – Димбо, Лае, Няр, Хуан, Ланга (най-голям приток); десни – Зазунг, Клонг, Ркех, Шамат, Бе. Подхранването ѝ е предимно дъждовно и с ясно изразено есенно-зимно пълноводие. В долното си течение е плавателна за плитко газещи речни съдове. В Камбоджанската равнина водите ѝ масово се използват за напояване на обширните оризови полета.